# Neopimpla bicarinata
Neopimpla bicarinata là một loài tò vò trong họ Ichneumonidae.